# Vojkovice (ort i Tjeckien, lat 49,68, long 18,47)
Vojkovice är en ort i Tjeckien. Den ligger i den östra delen av landet, 290 km öster om huvudstaden Prag. Vojkovice ligger 314 meter över havet och antalet invånare är 502.
Terrängen runt Vojkovice är platt åt nordväst, men åt sydost är den kuperad. Runt Vojkovice är det ganska tätbefolkat, med 80 invånare per kvadratkilometer. Närmaste större samhälle är Havířov, 11,1 km norr om Vojkovice. Omgivningarna runt Vojkovice är en mosaik av jordbruksmark och naturlig växtlighet.